# Roemeens Atheneum

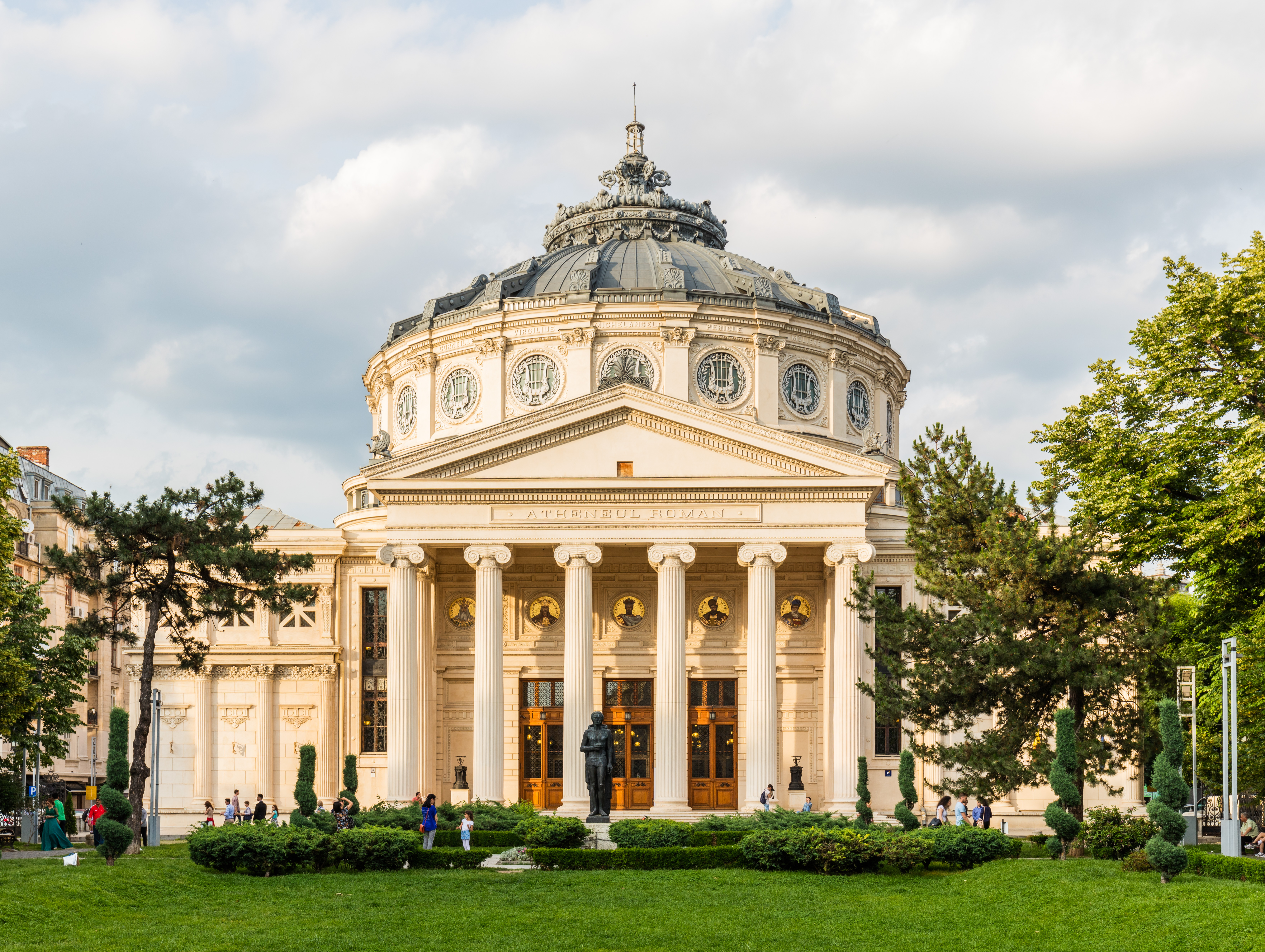
Ateneul Român

Het Roemeens Atheneum (Roemeens: Ateneul Român) is een concertgebouw in het midden van de Roemeense hoofdstad Boekarest.
Het gebouw dateert uit 1888 en geeft onderdak aan het filharmonisch orkest dat naar George Enescu is vernoemd. De Vereniging Roemeens Atheneum werd in 1865 opgericht door Constantin Esarcu, V. A. Ureche en Nicolae Crețulescu. Een deel van de fondsen voor de bouw werd opgebracht door gedurende 28 jaar abonnementsgelden te innen, onder de slogan "Dați un leu pentru Ateneu!" ("Geef een leu voor Ateneu!").
Het Ateneul Român is ontworpen door de Franse architect Albert Galleron en tussen 1885 en 1888 gebouwd. Overheersend is de neoklassieke bouwstijl, aangevuld met romantische elementen. Op de begane grond bevindt zich een congreszaal van dezelfde afmetingen als het auditorium erboven, dat ruim 650 zitplaatsen telt. Voor het gebouw is een standbeeld van George Enescu opgericht.
Op 29 december 1919 was het Atheneum het toneel van de conferentie van Roemeense leiders, bijeen voor de ratificatie van de vereniging van Bessarabië, Transsylvanië en Boekovina met het Koninkrijk Roemenië, waardoor de stichting van Groot-Roemenië werd gerealiseerd.

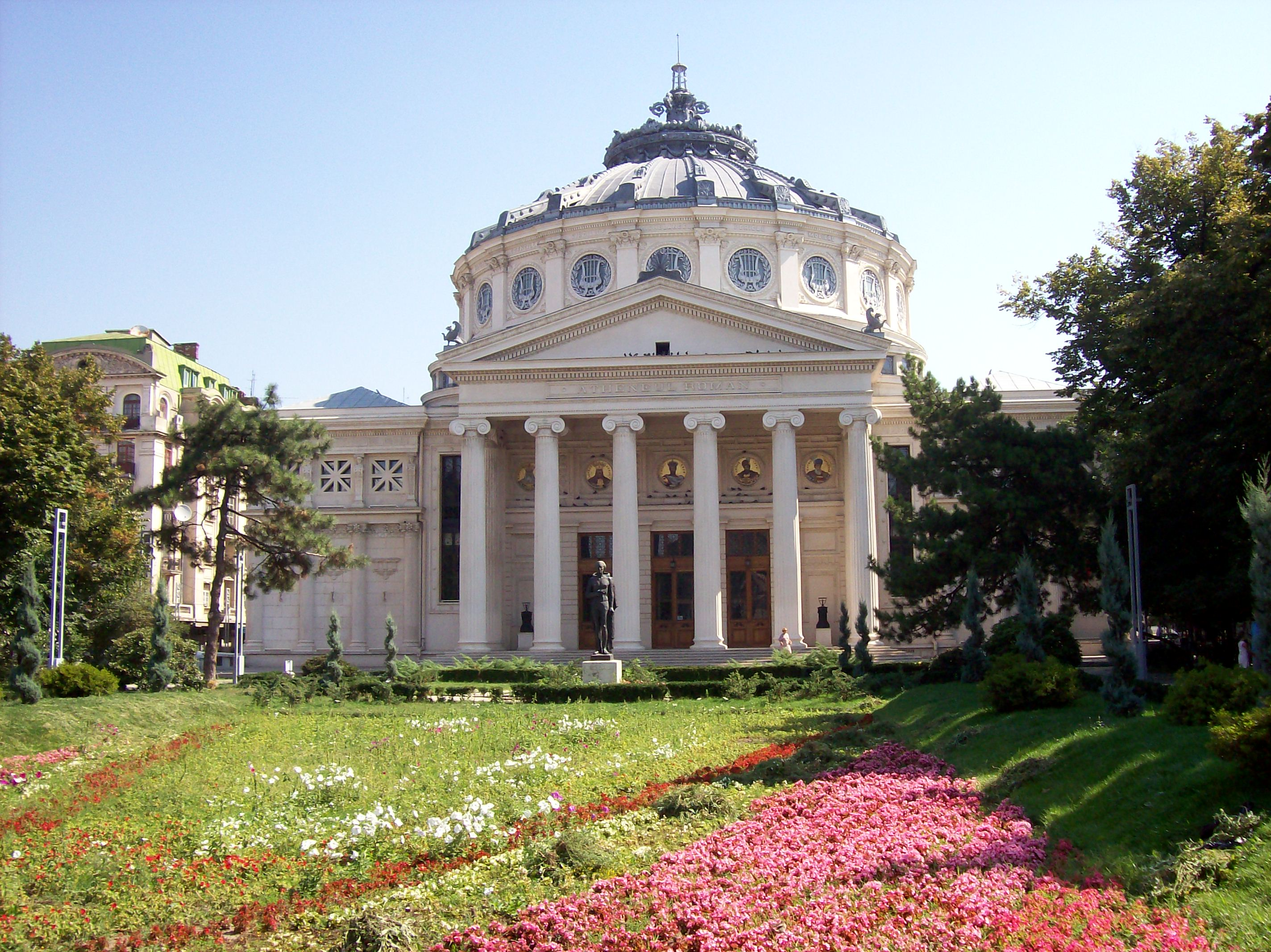
Ateneul Român, zomer 2006
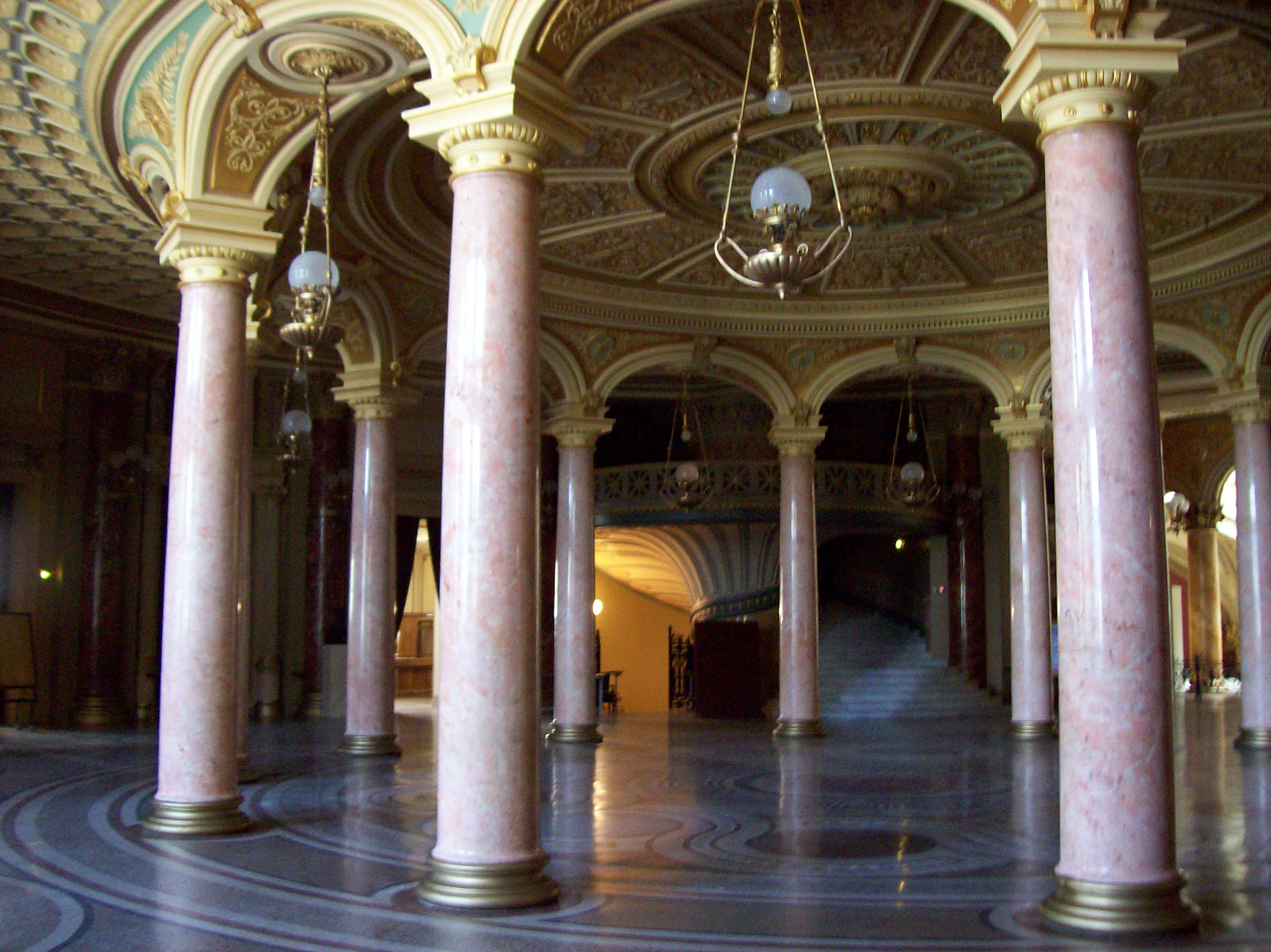
Interieur
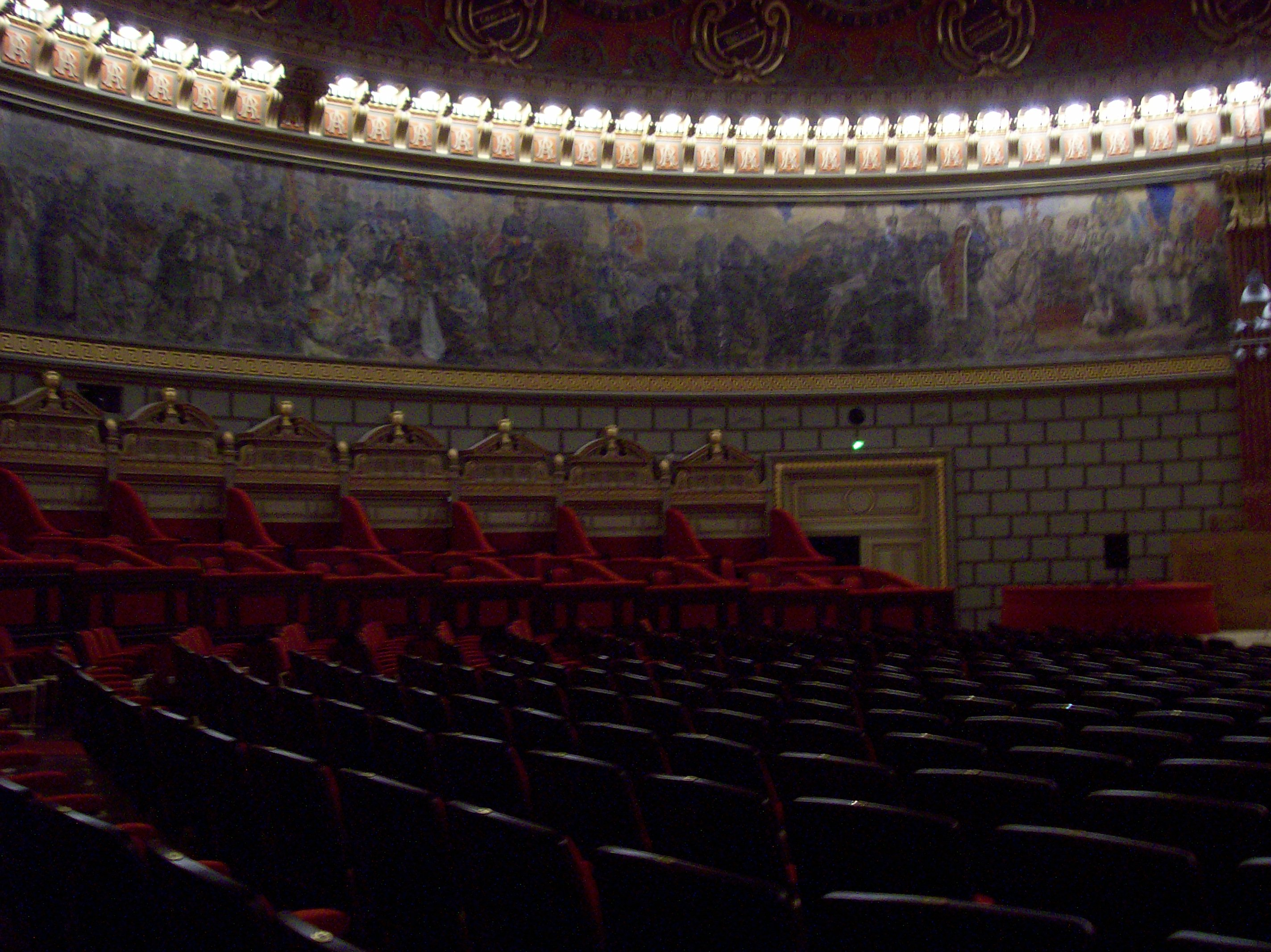
Wand van de zaal
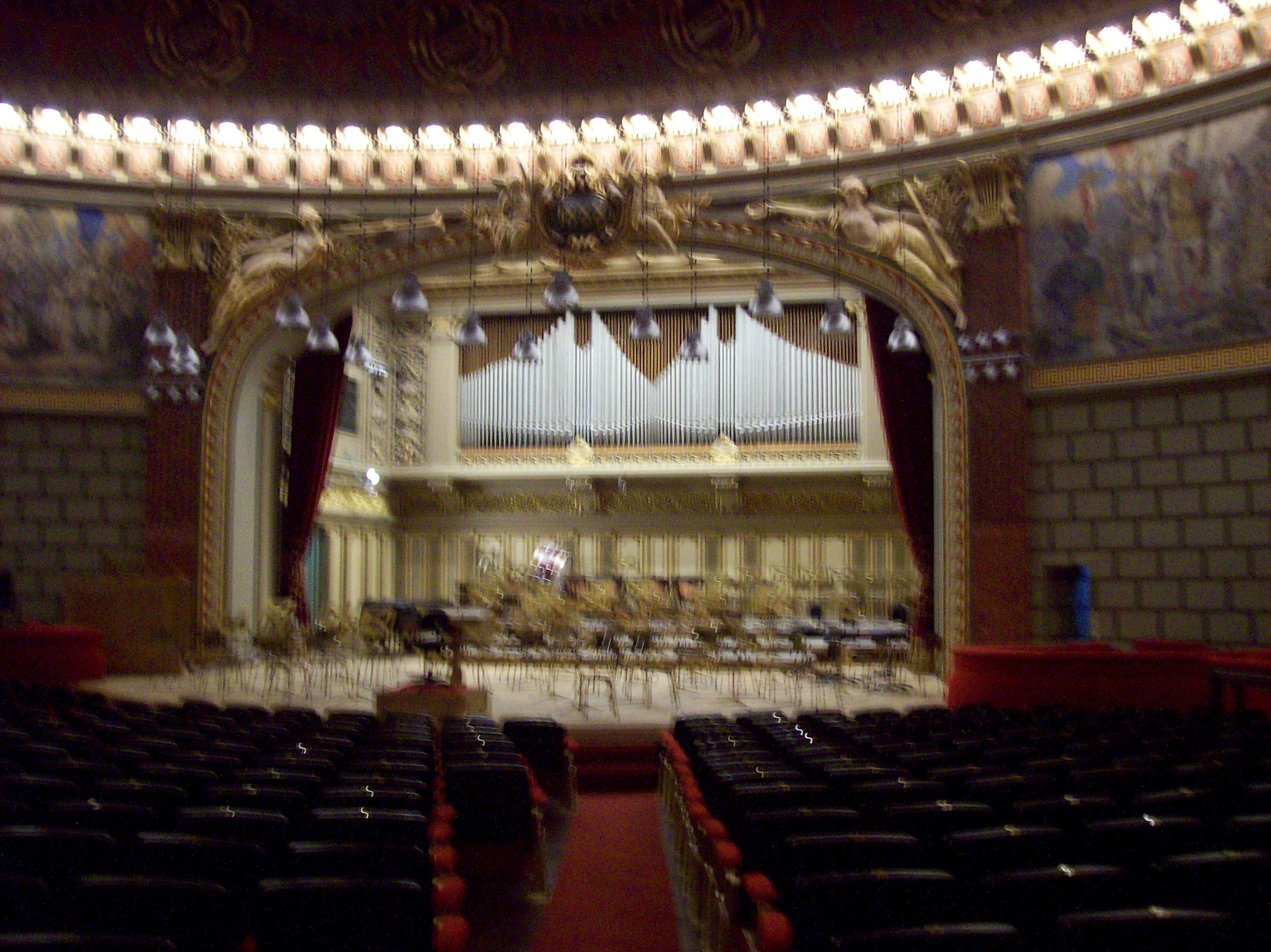
De zaal
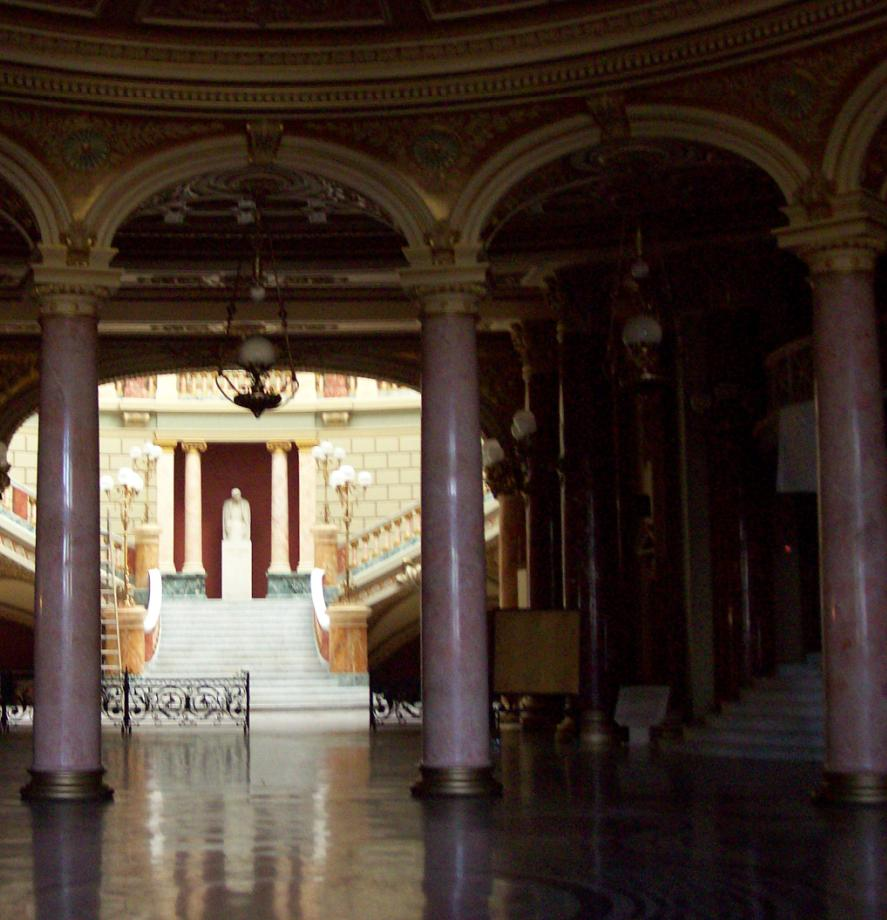
Artiesteningang
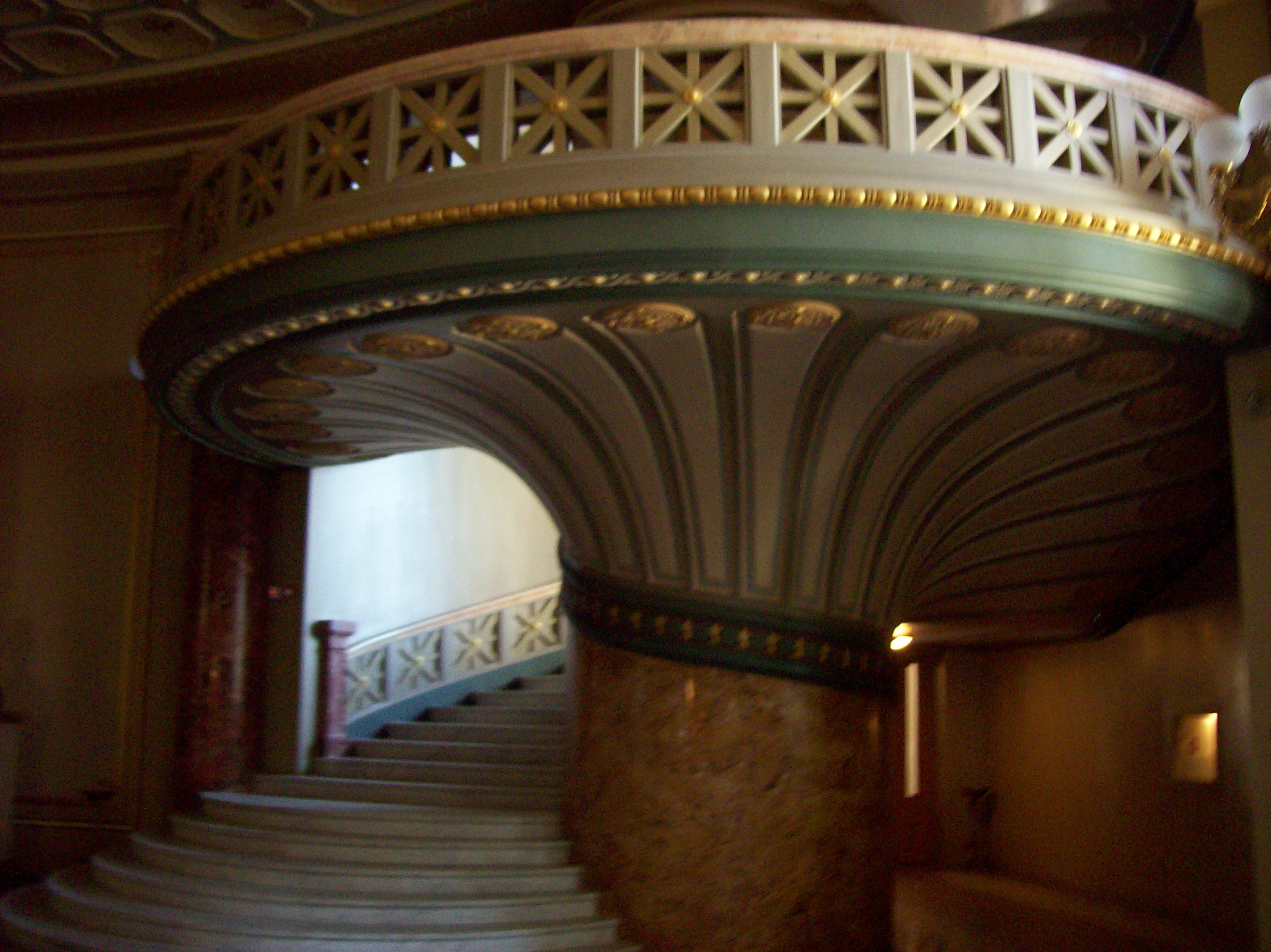
Spiraaltrap
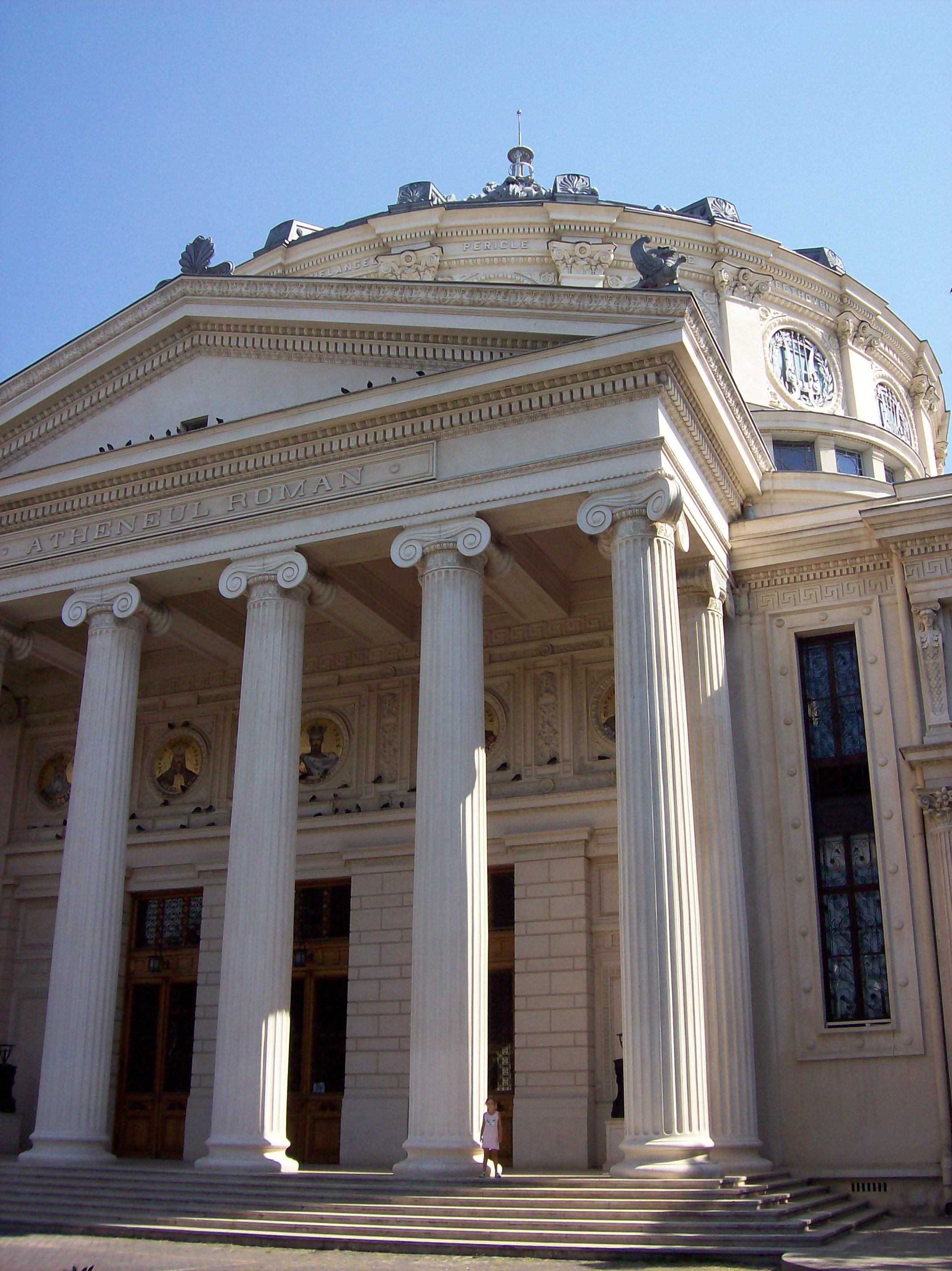
Het gebouw van dichtbij
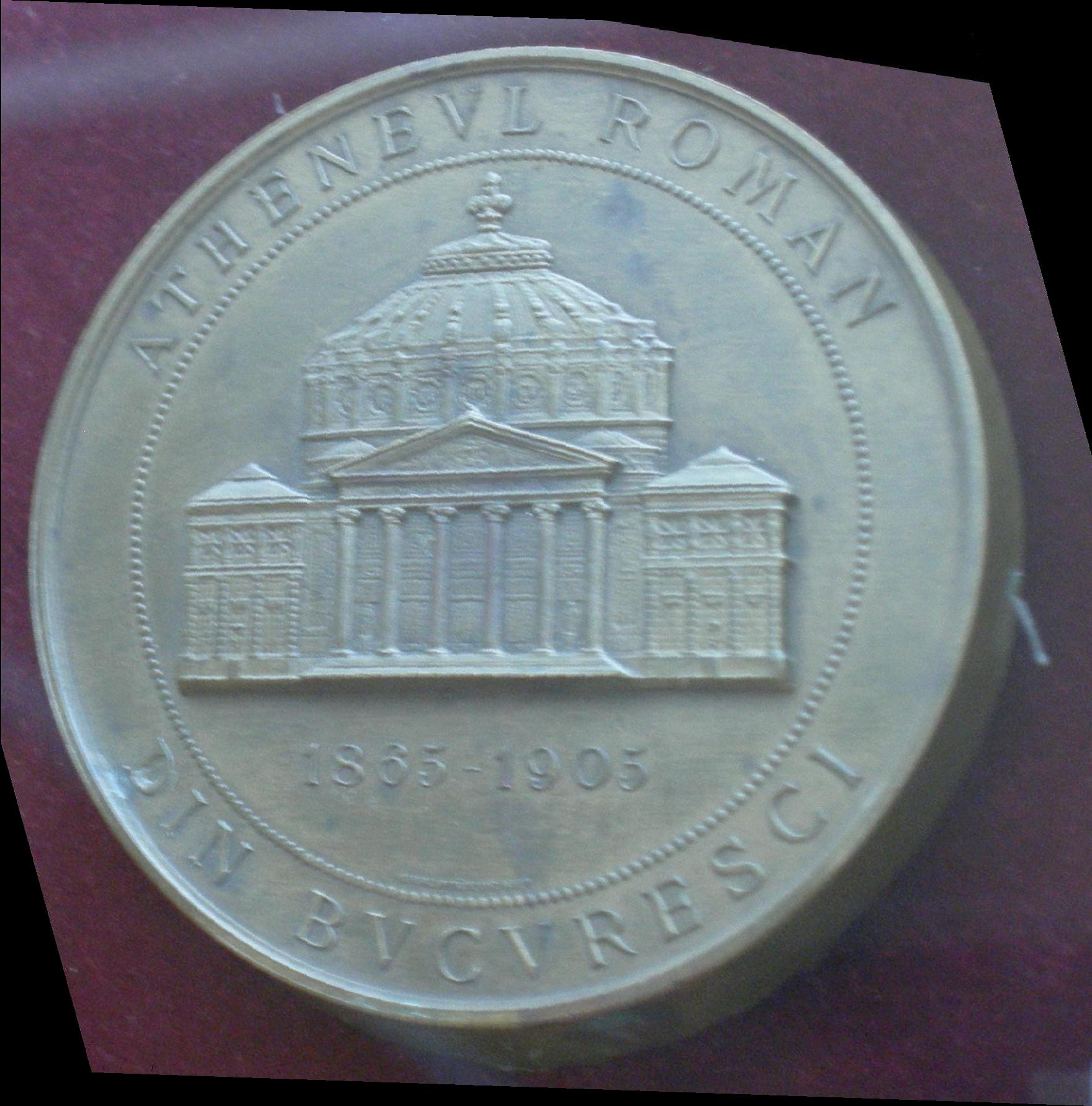
Speciale munt voor de viering van het 40-jarig bestaan van het Roemeens Atheneum

Herdenkplaats voor de slachtoffers van het communisme en het verzet (Sighetu Marmației) ·
Paleis van de Europese Commissie van de Donau (Galaţi) ·
Roemeens Atheneum (Boekarest)